# Tofangtchi
Un tofangtchi (en persan : تفنگچی / tofangči, au pluriel تفنگچیان / tofangčiyân) est un mousquetaire de l'armée perse séfévide, dont Abbas Ier le Grand (1571-1629) créa un corps de 12 000 hommes.